# A8音樂大廈

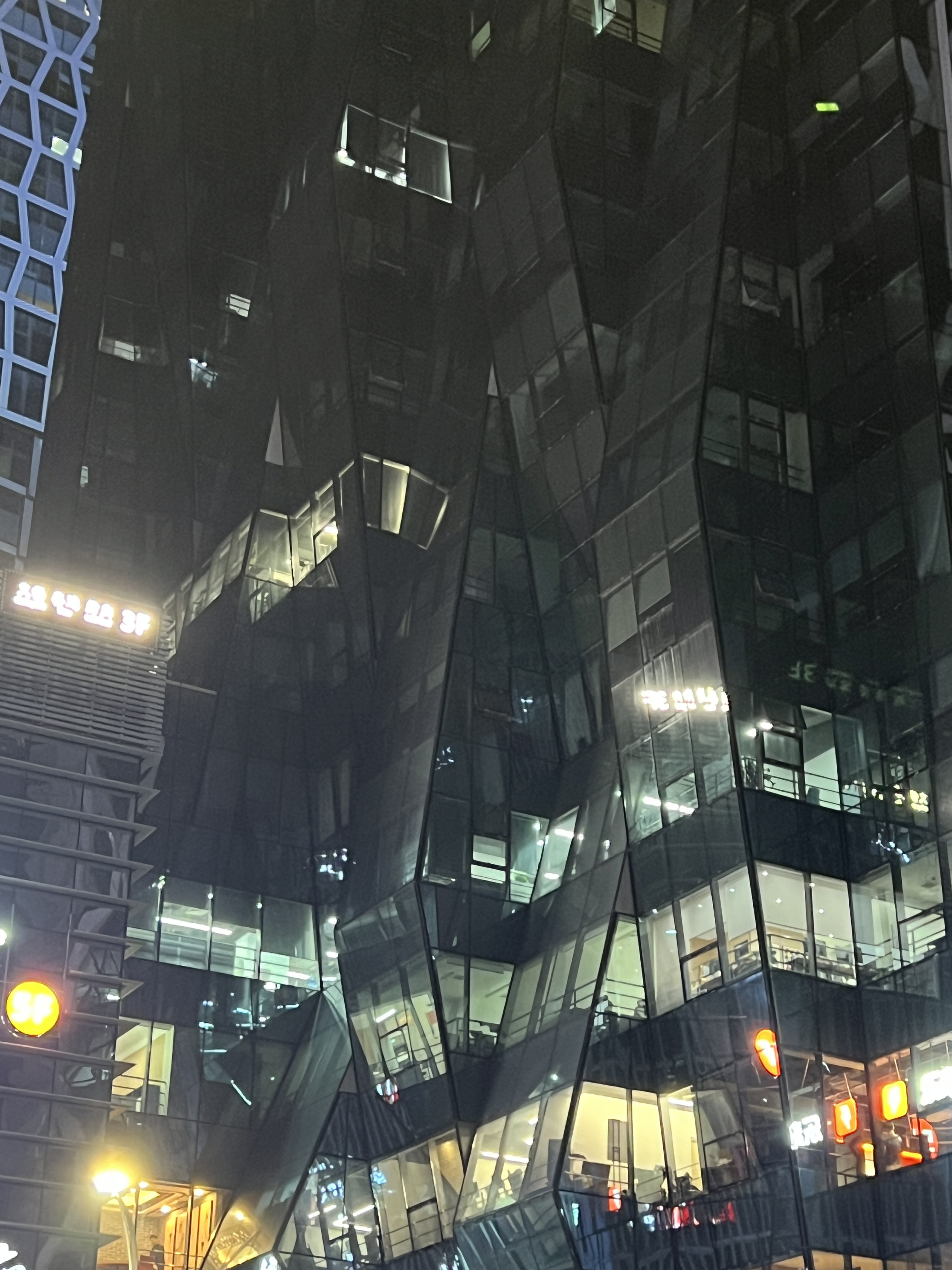
A8音乐大厦

A8音樂大廈是中華人民共和國深圳市南山區的一座高層建築，高100米，有著較顯著的摺叠玻璃幕墻造型。地上25層，地下3層，建筑面积约40934.21平方米。内部設有音樂製作的配套設施和演出現場，2013年投入使用。

## 延伸閲讀
- A8新媒體